# Teatro occidentale della guerra d'indipendenza americana
Il teatro occidentale della guerra d'indipendenza americana comprende l'insieme delle operazioni militari svoltesi tra il 1775 e il 1782 nella valle del fiume Ohio e nella regione dei Grandi Laghi, nell'ambito dei più vasti eventi della guerra d'indipendenza americana.
In questo teatro i ribelli americani delle Tredici colonie si trovarono alleati con gli spagnoli della Louisiana contro i britannici attestati intorno a Detroit; entrambe le parti fecero inoltre ricorso a bande di guerrieri indiani loro alleati. Le operazioni nel teatro, caratterizzate da scontri su piccola scala, si conclusero con un sostanziale stallo militare: entrambe le parti attaccarono e razziarono insediamenti e postazioni dell'altra, ma non riuscirono a stabilire un solido controllo sui territori della controparte; la regione dell'Ohio passò poi ai nascenti Stati Uniti d'America con il trattato di pace conclusivo del conflitto.